# Anne Morrow Lindbergh

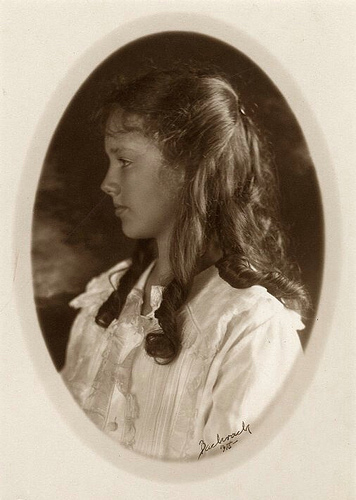
Anne Morrow Lindbergh all'età di 12 anni

Anne Spencer Morrow Lindbergh (Englewood, 22 giugno 1906 – Passumpsic, 7 febbraio 2001) è stata una scrittrice e aviatrice statunitense.

## Biografia
Nasce in una ricca famiglia del New Jersey; il padre, Dwight W. Morrow, era socio della finanziaria J.P. Morgan & Co., poi diventa ambasciatore statunitense in Messico e senatore repubblicano del New Jersey. La madre, Elisabeth Reeve Cutter Morrow, era scrittrice ed educatrice. Nel 1927 conosce Charles Lindbergh, durante una visita dell'aviatore all'Ambasciata degli Stati Uniti a Città del Messico. Nel 1928 si laurea in letteratura allo Smith College e il 27 maggio 1929 sposa Lindbergh. Nel 1932 il primo figlio della coppia, Charles A. Lindbergh III, viene rapito e, nonostante il pagamento di un riscatto di 50 000 dollari, viene trovato morto dopo qualche settimana.
Nel 1934 riceve dalla National Geographic Society la Hubbard Gold Medal per aver effettuato 40 000 miglia di esplorazione aerea sui cinque continenti insieme al marito. Nel 1935 pubblica il suo primo libro, North to the Orient, un resoconto delle sue avventure aeree del 1931 con Lindbergh. Il libro diventa un bestseller e riceve il National Booksellers Award come il più notevole libro di nonfiction dell'anno. Diventa inoltre la prima donna americana a conseguire la licenza di volo per aliante. In questo periodo i Lindbergh si trasferiscono in Europa e Anne alimenta pettegolezzi e cronache rosa invaghendosi di Antoine de Saint-Exupéry, autore-aviatore come lei, che la seduce coi suoi progetti d'avventure. Lo scandalo fu enorme ma i Lindbergh non divorziarono.
Nel 1938 pubblica un'altra cronaca delle sue avventure di volo, Listen! The Wind, che diventa un bestseller nonostante la crescente impopolarità del marito tra gli antifascisti americani e il rifiuto di alcuni librai ebrei di tenere il libro in negozio. Nel 1940 pubblica il suo terzo libro, The Wave of the Future, un trattato anti-interventista che suscita enormi polemiche e che viene definito "la Bibbia di ogni nazista americano" dal Ministro degli Interni Harold Ickes. Anne Morrow Lindbergh nel 1944, ormai madre di quattro figli, pubblica The Steep Ascent; è il suo primo insuccesso editoriale, in gran parte dovuto all'ostilità verso la politica prebellica della famiglia Lindbergh. In seguito pubblica altri nove libri, tra cui autobiografie, romanzi e raccolte di poesie. Muore nel 2001 nella sua casa in Vermont.

## Opere
- North to the Orient, 1935

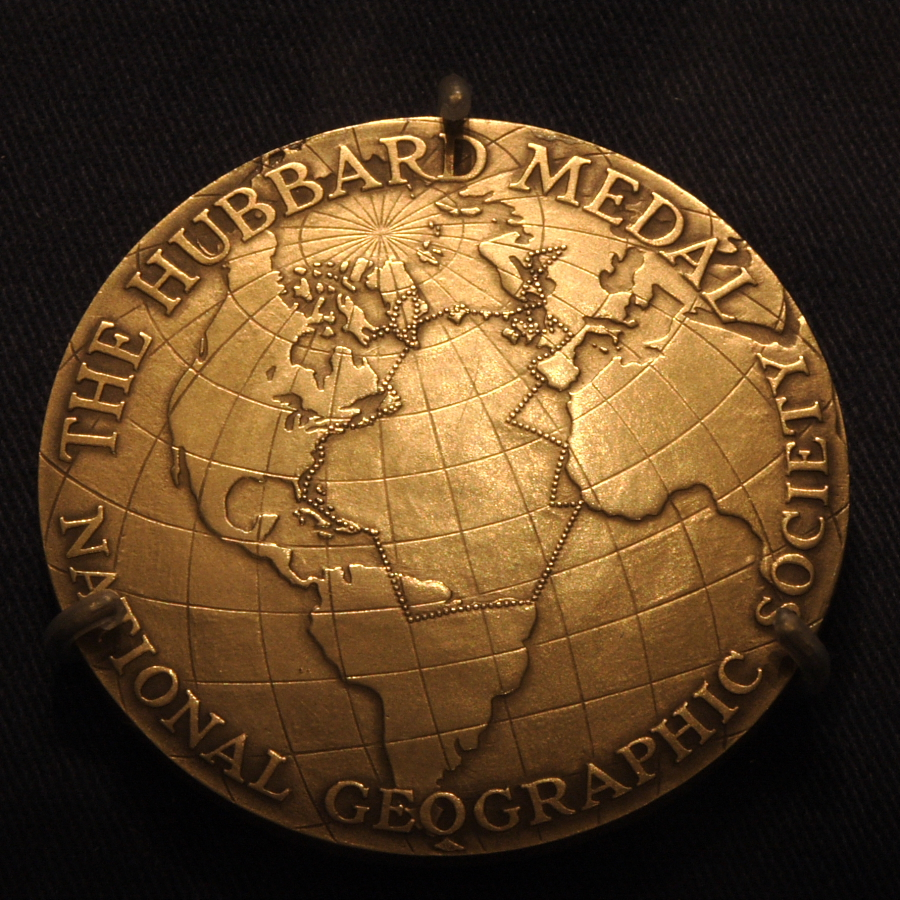
Hubbard Gold Medal, Anne Morrow Lindbergh

- Ascolta, è il vento (Listen! The Wind), 1938
- The Wave of the Future, 1940
- The Steep Ascent, 1944
- Dono dal mare (Gift from the Sea), 1955
- The Unicorn and Other Poems, 1956
- Dearly Beloved, 1962
- Earth Shine, 1969
- Bring Me a Unicorn, 1972
- Hour of Gold, Hour of Lead, 1973
- Locked Rooms and Open Doors, 1974
- The Flower and the Nettle, 1976
- War Within and Without, 1980